# U-436 (tàu ngầm Đức)
U-436 là một tàu ngầm tấn công  Lớp Type VII thuộc phân lớp Type VIIC được Hải quân Đức Quốc Xã chế tạo trong Chiến tranh Thế giới thứ hai. Nhập biên chế năm 1941, nó đã thực hiện được tám chuyến tuần tra, đánh chìm được sáu tàu buôn với tổng tải trọng 36.208 GRT cùng một tàu chiến tải trọng 291 tấn, đồng thời gây hư hại cho hai tàu buôn với tổng tải trọng 15.547 GRT. Trong chuyến tuần tra cuối cùng, U-436 bị các tàu frigate HMS Test và tàu corvette HMS Hyderabad của Hải quân Hoàng gia Anh thả mìn sâu đánh chìm trong Đại Tây Dương về phía Tây Tây Ban Nha vào ngày 26 tháng 5, 1943.

## Thiết kế và chế tạo

### Thiết kế

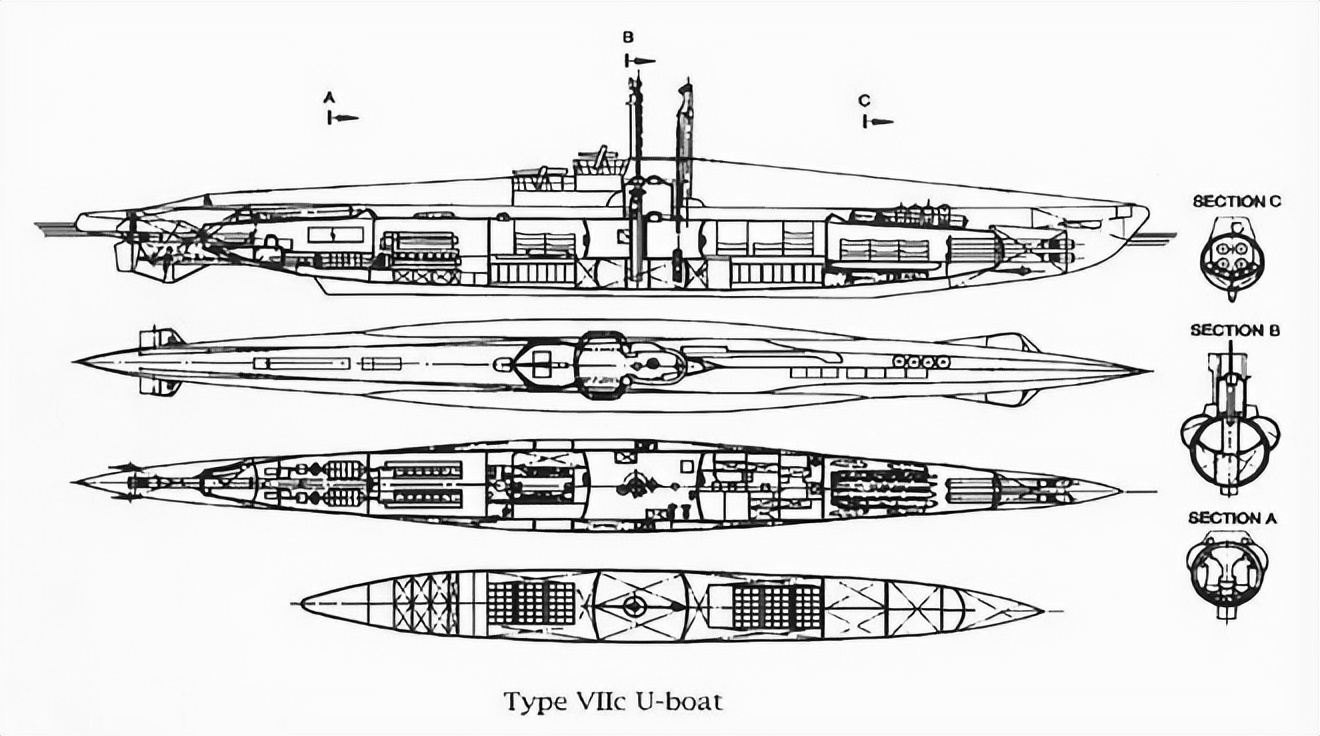
Sơ đồ các mặt cắt một tàu ngầm Type VIIC

Phân lớp VIIC của Tàu ngầm Type VII là một phiên bản VIIB được kéo dài thêm. Chúng có trọng lượng choán nước 769 t (757 tấn Anh) khi nổi và 871 t (857 tấn Anh) khi lặn). Con tàu có chiều dài chung 67,10 m (220 ft 2 in), lớp vỏ trong chịu áp lực dài 50,50 m (165 ft 8 in), mạn tàu rộng 6,20 m (20 ft 4 in), chiều cao 9,60 m (31 ft 6 in) và mớn nước 4,74 m (15 ft 7 in).
Chúng trang bị hai động cơ diesel Germaniawerft F46 siêu tăng áp 6-xy lanh 4 thì, tổng công suất 2.800–3.200 PS (2.100–2.400 kW; 2.800–3.200 bhp), dẫn động hai trục chân vịt đường kính 1,23 m (4,0 ft), cho phép đạt tốc độ tối đa 17,7 kn (32,8 km/h), và tầm hoạt động tối đa 8.500 nmi (15.700 km) khi đi tốc độ đường trường 10 kn (19 km/h). Khi đi ngầm dưới nước, chúng sử dụng hai động cơ/máy phát điện Garbe, Lahmeyer & Co. RP 137/c  tổng công suất 750 PS (550 kW; 740 shp). Tốc độ tối đa khi lặn là 7,6 kn (14,1 km/h), và tầm hoạt động 80 nmi (150 km) ở tốc độ 4 kn (7,4 km/h). Con tàu có khả năng lặn sâu đến 230 m (750 ft).
Vũ khí trang bị có năm ống phóng ngư lôi 53,3 cm (21 in), bao gồm bốn ống trước mũi và một ống phía đuôi, và mang theo tổng cộng 14 quả ngư lôi, hoặc tối đa 22 quả thủy lôi TMA, hoặc 33 quả TMB. Tàu ngầm Type VIIC bố trí một hải pháo 8,8 cm SK C/35 cùng một pháo phòng không 2 cm (0,79 in) trên boong tàu. Thủy thủ đoàn bao gồm 4 sĩ quan và 40-56 thủy thủ.

### Chế tạo
U-436 được đặt hàng vào ngày 16 tháng 10, 1941, và được đặt lườn tại xưởng tàu Schichau-Werke ở Danzig (nay là Gdańsk thuộc Ba Lan) vào ngày 25 tháng 4, 1940. Nó được hạ thủy vào ngày 21 tháng 6, 1941, và nhập biên chế cùng Hải quân Đức Quốc Xã vào ngày 27 tháng 9, 1941 dưới quyền chỉ huy của Hạm trưởng, Đại úy Hải quân Günther Seibicke.

## Lịch sử hoạt động

### 1942
Sau khi hoàn tất việc huấn luyện trong thành phần Chi hạm đội U-boat 5, U-436 được điều sang Chi hạm đội U-boat 7 từ ngày 1 tháng 2, 1942 để hoạt động trên tuyến đầu. Nó lại được điều sang Chi hạm đội U-boat 11 từ ngày 1 tháng 7, rồi lại sang Chi hạm đội U-boat 6 từ ngày 1 tháng 9.

#### Chuyến tuần tra thứ nhất
U-436 khởi hành từ cảng Kiel, Đức vào ngày 20 tháng 1, 1942 cho chuyến tuần tra đầu tiên trong chiến tranh. Nó tiến ra Bắc Hải và hoạt động dọc theo bờ biển Na Uy cho đến tận biển Barents. Không đánh chìm được mục tiêu nào, nó kết thúc chuyến tuần tra tại cảng Kirkenes về phía cực Bắc Na Uy vào ngày 17 tháng 2.

#### Chuyến tuần tra thứ hai
Chuyến tuần tra tiếp theo, cùng xuất phát và kết thúc tại Kirkenes, được U-436 thực hiện trong biển Barents ngoài khơi bán đảo Kola, và kéo dài từ ngày 26 tháng 2 đến ngày 24 tháng 3. Nó đã đánh chìm tàu đánh cá Liên Xô RT-19 Komitern 577 GRT ở vị trí về phía Đông Murmansk vào ngày 1 tháng 3.

#### Chuyến tuần tra thứ ba
U-436 lại tiến hành chuyến tuần tra thứ ba, cùng xuất phát và kết thúc tại Kirkenes, từ ngày 7 đến ngày 20 tháng 4 để hoạt động trong khu vực giáp ranh biển Na Uy và biển Barents. Ở vị trí về phía Bắc mũi North vào ngày 13 tháng 4, nó phóng ngư lôi tấn công Đoàn tàu QP-10 và đã đánh chìm tàu buôn Liên Xô Kiev 5.823 GRT chỉ trong vòng bảy phút tại tọa độ 73°22′B 28°48′Đ / 73,367°B 28,8°Đ.

#### Chuyến tuần tra thứ tư và thứ năm
U-436 rời Kirkenes vào ngày 29 tháng 4 cho chuyến tuần tra thứ tư, và đã hoạt động dọc theo bờ biển Na Uy trước khi kết thúc thúc chuyến đi tại cảng Trondhelm vào ngày 4 tháng 5.
Từ đây chiếc U-boat lại có chuyến tuần tra tiếp theo từ ngày 12 tháng 5 để hoạt động trong biển Na Uy cho đến khi đi đến Skjomenfjord, Na Uy vào ngày 13 tháng 6.  Trong cả hai chuyến tuần tra, nó đã không đánh chìm được mục tiêu nào.
Từ đó cho đến cuối tháng 9, chiếc tàu ngầm có những chuyến đi ngắn giữa Skjomenfjord, Trondhelm, Kiel và Danzig (nay là Gdańsk thuộc Ba Lan).

#### Chuyến tuần tra thứ sáu
U-436 một lần nữa xuất phát từ Kiel vào ngày 6 tháng 10 cho chuyến tuần tra thứ sáu, với nhiệm vụ vòng qua quần đảo Anh để đặt căn cứ bên bờ biển Đại Tây Dương của Pháp nhằm thuận tiện cho hoạt động tuần tra trong Đại Tây Dương. Nó tiến ra Bắc Hải, rồi băng qua khe GIUK giữa các quần đảo Shetland và Faroe để hoạt động tại khu vực Trung tâm Bắc Đại Tây Dương.
Tại đây nó đã tấn công Đoàn tàu HX-212 ở vị trí về phía Đông Nam mũi Farewell, Greenland vào ngày 27 tháng 10, gây hư hại cho các tàu chở dầu Na Uy Frontenac 7.350 GRT, và tàu chở dầu Hoa Kỳ Gurney E. Newlin 8.225 GRT, cũng như đánh chìm tàu xưởng săn cá voi Anh Sourabaya 10.107 GRT, bao gồm xuồng đổ bộ HMS LCT-2281 được Sourabaya vận chuyển. Hai ngày sau đó, chiếc U-boat tiếp tục đánh chìm tàu buôn Anh Barrwhinn 4.998 GRT ở vị trí về phía Nam Iceland.
Trên đường hướng về bờ biển nước Pháp vào ngày 10 tháng 11, chiếc tàu ngầm bất ngờ bị một máy bay ném bom B-24 Liberator thuộc Liên đội 59 Không quân Hoàng gia Anh. Hai đợt tấn công với tổng cộng 12 quả mìn sâu thả xuống cùng với hỏa lực súng máy bắn phá đã khiến chiếc U-boat bị hư hại đáng kể trước khi có thể lặn xuống né tránh. Sau khi sửa chữa tạm thời, nó về đến được cảng Lorient của Pháp đã bị Đức chiếm đóng, kết thúc chuyến tuần tra vào ngày 12 tháng 11.

### 1943

#### Chuyến tuần tra thứ bảy
U-436 khởi hành từ cảng Lorient vào ngày 17 tháng 12, 1942 cho chuyến tuần tra thứ bảy để hoạt động trong Đại Tây Dương ngoài khơi bờ biển Tây Phi. Vào ngày 8 tháng 1, 1943, ở vị trí về phía Tây Nam quần đảo Canary, nó phóng ba quả ngư lôi tấn công Đoàn tàu TM-1, và hai quả trúng đích đã đánh chìm tàu chở dầu Anh Oltenia II 6.394 GRT tại tọa độ 27°59′B 28°50′T / 27,983°B 28,833°T. Đợt tấn công cũng đã đánh trúng tàu chở dầu Na Uy Albert L. Ellsworth 8.309 GRT, nhưng mục tiêu tiếp tục nổi trong khi thủy thủ đoàn đã bỏ tàu, và Albert L. Ellsworth bị U-436 kết liễu bằng hải pháo lúc chiều tối ngày hôm sau tại tọa độ 27°57′B 28°50′T / 27,95°B 28,833°T. Chiếc U boat kết thúc chuyến tuần tra và quay về cảng St. Nazaire cùng bên bờ Đại Tây Dương của Pháp, đến nơi vào ngày 19 tháng 2.

#### Chuyến tuần tra thứ tám – Bị mất
U-436 xuất phát từ cảng St. Nazaire vào ngày 25 tháng 4 cho chuyến tuần tra thứ tám, cũng là chuyến cuối cùng, để hoạt động tại vùng biển về phía Tây Bắc Bồ Đào Nha. Ở vị trí về phía Tây mũi Ortegal (Tây Bắc Tây Ban Nha) vào ngày 26 tháng 5, nó bị các tàu frigate HMS Test và tàu corvette HMS Hyderabad của Hải quân Hoàng gia Anh thả mìn sâu tấn công, và bị đánh chìm tại tọa độ 43°49′B 15°56′T / 43,817°B 15,933°T. Toàn bộ 47 thành viên thủy thủ đoàn của U-436 đều đã tử trận.

### "Bầy sói" tham gia
U-436 từng tham gia mười bầy sói:
- Umbau (7 – 16 tháng 2, 1942)
- Umhang (10 – 16 tháng 3, 1942)
- Robbenschlag (7 – 14 tháng 4, 1942)
- Blutrausch (15 – 19 tháng 4, 1942)
- Strauchritter (29 tháng 4 – 1 tháng 5, 1942)
- Greif (14 – 26 tháng 5, 1942)
- Puma (16 – 29 tháng 10, 1942)
- Natter (30 tháng 10 – 6 tháng 11, 1942)
- Delphin (26 tháng 12, 1942 – 12 tháng 2, 1943)
- Drossel (29 tháng 4 – 15 tháng 5, 1943)

### Tóm tắt chiến công
U-436 đã đánh chìm được sáu tàu buôn với tổng tải trọng 36.208 GRT cùng một tàu chiến tải trọng 291 tấn, đồng thời gây hư hại cho hai tàu buôn với tổng tải trọng 15.547 GRT:
| Ngày              | Tên tàu             | Quốc tịch              | Tải trọng | Số phận      |
| ----------------- | ------------------- | ---------------------- | --------- | ------------ |
| 1 tháng 3, 1942   | RT-19 Komintern     | Soviet Union           | 577       | Bị đánh chìm |
| 13 tháng 4, 1942  | Kiev                | Soviet Union           | 5.823     | Bị đánh chìm |
| 27 tháng 10, 1942 | Frontenac           | Norway                 | 7.350     | Bị hư hại    |
| 27 tháng 10, 1942 | Gurney E. Newlin    | United States          | 8.225     | Bị hư hại    |
| 27 tháng 10, 1942 | Sourabaya           | United Kingdom         | 10.107    | Bị đánh chìm |
| 27 tháng 10, 1942 | HMS LCT-2281        | Hải quân Hoàng gia Anh | 291       | Bị đánh chìm |
| 29 tháng 10, 1942 | Barrwhin            | United Kingdom         | 4.998     | Bị đánh chìm |
| 8 tháng 1, 1943   | Albert L. Ellsworth | Norway                 | 8.309     | Bị đánh chìm |
| 8 tháng 1, 1943   | Oltenia II          | United Kingdom         | 6.394     | Bị đánh chìm |